# Arroyo Calera
Der Arroyo Calera ist ein im Süden Uruguays gelegener Flusslauf.
Er entspringt am nördlichen Rand der Cuchilla Juan Gómez auf dem Gebiet des Departamento Lavalleja. Von dort fließt er auf einer Wegstrecke von rund 15 Kilometern in südöstlicher Richtung und passiert dabei Mariscala etwa einen Kilometer südlich des Stadtgebiets. Hierbei unterquert er auch die Ruta 8, bis er schließlich westlich des Cerro Minuano auf der Grenze zum Nachbardepartamento Maldonado in den Arroyo Marmarajá mündet.